# Howard Jackson (compositore)
Howard Jackson (St. Augustine, 8 febbraio 1900 – Florida, 4 agosto 1966) è stato un compositore statunitense.
Ha composto soprattutto per film e documentari di ogni genere. Era spesso non accreditato.

## Biografia
Jackson iniziò a segnare film e a scrivere spunti per la Universal Pictures dal 1929, con la sua prima colonna sonora totale a Broadway (1929). Successivamente si è trasferito alla Paramount Pictures e ha realizzato numerosi film per Frank Capra, The Three Stooges  e altri lavori per la Columbia Pictures, spesso non accreditati. Ha lavorato in totale alla realizzazione 150 lungometraggi e 250 cortometraggi. Ha terminato la sua carriera in Warner Bros.

## Filmografia parziale
- Broadway, regia di Pál Fejös (1929)
- L'aquila grigia (Young Eagles), regia di William A. Wellman (1930)
- Galas de la Paramount (Paramount on Parade), regia collettiva (1930)
- True to the Navy, regia di Frank Tuttle (1930)
- Il leone sociale (The Social Lion), regia di A. Edward Sutherland (1930)
- Love Among the Millionaires, regia di Frank Tuttle (1930)
- The Silent Enemy, regia di H.P. Carver (1930)
- Playboy of Paris, regia di Ludwig Berger (1930)
- Il piccolo caffè (Le petit café), regia di Ludwig Berger (1931)
- L'angelo della notte (The Night Angel), regia di Edmund Goulding (1931)
- Goldie Gets Along, regia di Malcolm St. Clair (1933)
- Ala errante (Central Airport), regia di William A. Wellman (1933)
- Supernatural, regia di Victor Halperin (1933)
- Man Hunt, regia di Irving Cummings (1933)
- International House, regia di A. Edward Sutherland (1933)
- Jennie (Jennie Gerhardt), regia di Marion Gering (1933)
- Accadde una notte (It Happened One Night), regia di Frank Capra (1934)
- Thirty-Day Princess (1934)
- Alla conquista di Hollywood (1934)
- Una notte d'amore (One Night of Love), regia di Victor Schertzinger (1934)
- Twentieth Century (1934)
- She Couldn't Take It (1935)
- The Best Man Wins (1935)
- The Lone Wolf Returns (1935)
- The Music Goes 'Round (1936)
- Devil's Squadron (1936)
- Meet Nero Wolfe (1936)
- Falsari alla sbarra (Counterfeit), regia di Erle C. Kenton (1936)
- La tigre del Bengala (1936)
- Isle of Fury (1936)
- Love Is on the Air (1937)
- Talent Scout (1937)
- Kid Nightingale (1938)
- On Dress Parade (1939)
- Law of the Tropics (1941)
- You're in the Army Now (1941)
- Wild Bill Hickok Rides (1942)
- Orange Blossoms for Violet (1952)
- The Commies Are Coming, the Commies Are Coming (1957)
- Yellowstone Kelly (1959)
- Bourbon Street Beat (TV - 1959/60)
- Sergeant Rutledge (1960)
- Gold of the Seven Saints (1961)
- Claudelle Inglish (1961)
- L'impero dell'odio (Black Gold), regia di Leslie H. Martinson (1963)
- House of Women (1962)
- Merrill's Marauders (1962)
- The Gallant Men (TV - 1962/63)
- FBI Code 98 (1962)